# Farmacèutic

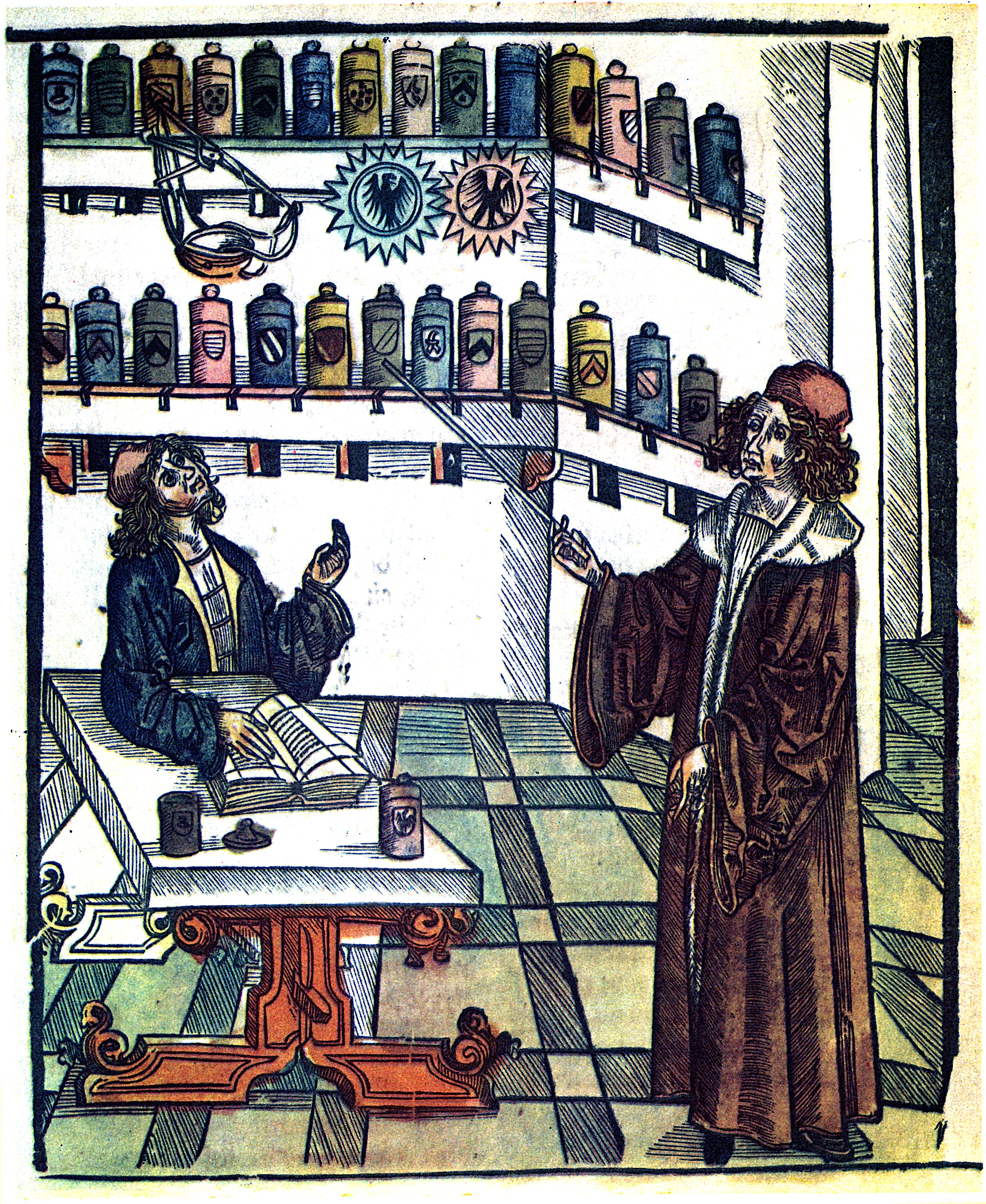
Metge i Farmacèutic en una apotecaria

Els farmacèutics (o antigament els apotecaris) són professionals de la salut que exerceixen la farmàcia i són un grans coneixedors del medicament, així com dels efectes que pot tindre aquest al cos humà i les propietats químiques i biològiques del fàrmac i del cos on actua.
El fet que en la carrera de farmàcia hi haja gran quantitat de disciplines, fa que un farmacèutic siga un professional versàtil i multidisciplinari, des dels camps de la farmacologia o la química, fins a camps com la botànica, la medicina o la genètica. Un farmacèutic no és només un propietari o treballador en una oficina de farmàcia que dispensa medicaments, també poden treballar en el camp de la recerca biomèdica, en la indústria cosmètica, en anàlisis clíniques i d'aigües, en un hospital com a farmacèutic hospitalari o com a especialista de diagnòstic microbiològic, bioquímic o immunològic (FIR), col·laborant en l'administració pública en el control de l'ús de medicaments (salut pública) o en la indústria farmacèutica o química ocupant la direcció tècnica d'un laboratori farmacèutic o d'una distribuïdora de medicaments a l'engròs, etc. Es va deixar de dir apotecari al segle xx.

## Actuació d'un farmacèutic en una oficina de farmàcia
Moltes vegades el farmacèutic rep del metge, sovint a mà del pacient, una recepta que inclou el medicament que ha de donar-li al pacient. Però altres ocasions pot dispensar medicaments sense necessitat de recepta. El farmacèutic ha de remetre el pacient al metge en el cas que ho veja necessari.
Alguns exemples d'una actuació correcta d'un farmacèutic podrien ser:
- Preparar medicaments (fórmules magistrals, preparats oficinals en l'oficina de farmàcia)
- Expendre medicaments no danyosos sense recepta. (medicament homeopàtic)
- Remetre el pacient a un especialista quan se sap quina molèstia o malaltia li ocorre.

Un pràctica correcta però no estrictament legal podria ser vendre o administrar un medicament que requereix recepta en un cas d'emergència, com un atac cardíac. Açò es coneix com a dispensació ètica.

## Estudis
Tot farmacèutic ha d'haver estudiat la carrera de Farmàcia. En el món, la carrera de farmàcia varia molt la seua durada i estatus professional (doctor, mestre, llicenciat, graduat...) depenent del país on s'està cursant. A Europa, l'ensenyament de grau superior en Farmàcia dura entre 4 anys i 6 anys. Cal destacar el sistema francès, que dura 6 anys, s'ha de passar un concurs en finalitzar el 1r curs i s'acaba el procés amb l'obtenció del títol de Doctor de Farmàcia. A Espanya, com qualsevol altra llicenciatura, la carrera dura 5 anys amb assignatures anuals i quadrimestrals però l'últim any de la qual està compost per dos semestres: el primer és igual als anys anteriors (teoria i pràctiques de laboratori) però al segon semestre hi ha les "Estades", un període de pràctiques de 6 mesos (aprox. 15 crèdits) en una oficina de farmàcia i/o en la farmàcia d'un hospital. Després d'aquest període de pràctiques s'ha de presentar una memòria i es realitza un examen.
Els farmacèutics estudien d'entre d'altres:
- Del camp de la Farmacologia:
  - Farmacologia
  - Farmacognòsia
  - Biofarmàcia i Farmacocinètica
  - Farmacodinàmica
  - Tecnologia Farmacèutica o Farmàcia Galènica
- Del camp de la Química:
  - Química orgànica
  - Química farmacèutica
  - Bioquímica
  - Química analítica i Tècniques instrumentals d'anàlisi
  - Química física
  - Química inorgànica
- Del camp de les Ciències Mèdiques generals i aplicades:
  - Anatomia
  - Fisiologia
  - Patologia
  - Immunologia
  - Nutrició i Bromatologia
  - Salut pública i Epidemiologia
  - Assajos clínics
  - Microbiologia i Parasitologia clínica
  - Bioquímica clínica i Patologia molecular
- Del camp de la Biologia:
  - Botànica
  - Microbiologia
  - Parasitologia
  - Biologia cel·lular i Histologia
  - Genètica
  - Biotecnologia
- Del camp de la Física i les Matemàtiques:
  - Estadística
  - Biofísica
- Del camp del Dret i la Psicologia:
  - Legislació i Deontologia
  - Psicosociologia sanitària
- D'altres disciplines:
  - Teoria de la Ciència: Història de la Farmàcia, el Mètode científic, Recerca i Documentació científica,...

## Rols
Els farmacèutics són el primer punt entre el pacient i el medicament, per tant ha de saber sobre les medicines, per açò és molta la gent que abans d'anar al metge, van a la farmàcia, on li demanen algun medicament al farmacèutic i si els fa bé el medicament no van al metge, entre els seus rols es troben:
- Preparar medicines
- Expendre els medicaments que diu la recepta
- Expendre remeis no danyosos sense la recepta
- Proporcionar atenció farmacèutica
- Enviar als clients a un especialista si és necessari

### Especialitats i sortides en el món farmacèutic
Les especialitats i les sortides professionals d'un farmacèutic són les següents:
- Amb les oposicions en l'examen de Farmacèutic Intern Resident (FIR):
  - Anàlisis Clíniques
  - Bioquímica Clínica
  - Immunologia Clínica
  - Microbiologia i Parasitologia Clíniques
  - Farmàcia Hospitalària
  - Radiofarmàcia
  - Anàlisi i Control de Medicaments i Drogues
- Altres sortides (amb realització o sense de Màsters o altres complements): 
  - Indústria farmacèutica i química (Anàlisi de control de qualitat, galènica, farmacoeconomia...)
  - Indústria cosmètica
  - Nutrició i Dietètica
  - Distribució Farmacèutica
  - Formació a manipuladors d'aliments
  - Plantes medicinals
  - Medicaments Veterinaris
  - Ortopèdia, Òptica, control de qualitat en aliments…
  - Sanitat Ambiental
  - Sanitat Pública
  - Oficina de Farmàcia i Atenció farmacèutica

## Tècnic de farmàcia
Un tècnic de farmàcia és un treballador no graduat que s'encarrega de:
- atendre els clients i vendre'ls productes farmacèutics i parafarmacèutics
- tramitar la facturació de receptes mèdiques
- encarregar medicaments i productes farmacèutics als distribuïdors de la farmàcia
- assessorar els clients sobre l'ús adequat dels medicaments
- fomentar els hàbits de vida saludables als clients
- efectuar controls analítics
- seguir els procediments d'higiene i neteja adequats

La principal diferència entre els farmacèutics i els tècnics de farmàcia és que els darrers no són graduats a Farmàcia. Tenir un títol universitari de Farmàcia és un requisit indispensable per als farmacèutics, però no per als tècnics de farmàcia. El títol requerit per a aquesta professió és el grau mitjà en Farmàcia i Parafarmàcia.
Una altra diferència clau és que els farmacèutics no sempre treballen de cara al públic. També poden dur a terme tasques de recerca i elaboració de medicaments a laboratoris.
Els tècnics de farmàcia estan qualificats principalment per treballar en farmàcies, parafarmàcies i magatzems de medicaments. També poden treballar en laboratoris petits d'elaboració de productes farmacèutics, però només en qualitat d'assistents als farmacèutics.